# 알자테아
알자테아(Alzatea verticillata)는 신열대구에 자생하는 작은 속씨식물 나무의 일종이다. 중앙아메리카남부의 코스타리카와 파나마부터 페루와 볼리비아의 남아메리카 열대 지역까지의 습한 산기슭 숲에서 자란다. 알자테아는 알자테아과의 유일한 속인 알자테아속의 유일종이다.
알자테아와 가장 가까운 관계에 있는 과는 아프리카 남부의 페나에아과, 올리니아과, 린코칼릭스과 등이다.